# Julio M. Fernández
Julio M. Fernández (n. Santiago de Chile, c. 1954) es un científico nacido en Chile, académico en el Departamento de Ciencias Biológicas de la Universidad de Columbia, Estados Unidos.
Fernández estudió Física en Chile, luego hizo un doctorado en la Universidad de California, San Diego. Luego hizo estudios postdoctorado en Los Ángeles y Alemania. En 1987 fue contratado como el profesor en el Departamento de Fisiología de la Universidad de Pensilvania en Filadelfia y luego en el Departamento de Fisiología y Biofísica de Rochester, Minnesota en la Fundación Mayo. 
Desde 2002 es profesor en el Departamento de Ciencias Biológicas, en la Universidad de Columbia.
En 1996, recibió el premio científico norteamericano Alexander von Humboldt. Fernández es miembro de una variedad de comités internacionales, incluyendo el Instituto Nacional de Salud y la Fundación Nacional de Ciencia de Estados Unidos . A partir de 2003 hasta 2006 él fue presidente de la Sección de Estudio de Química Biofísica en el Instituto Nacional de Salud de EE. UU..
Su principal asunto de investigación es la interacción entre la mecánica y la biología. En este contexto, promovió el trabajo para identificar intermedios plegables en proteínas mecánicamente desdobladas. Publicó una variedad de artículos influyentes en principales revistas científicas. En Google Scholar, tiene un índice h de 90